# Bartolomeo Montaperto
Bartolomeo Montaperto (XIII secolo – prima del 1336) è stato un nobile italiano signore di Raffadali.

## Biografia
Bartolomeo Montaperto, detto Bartuccio, era figlio di Lamberto Montaperto e di Costanza Lauria.
Nel 1299 fu capitano di Siracusa e nel 1323 capitano di Trapani.
Si distinse durante l'assedio francese di Mazara del 1316.
Nel 1328, 1329 e 1331 fu giustiziere della Valle di Palermo. Secondo la Descriptio feudorum del 1335, i casali di Libigini, Cuntissa,  Antichelli (Gruttichelli), Chalcirachi e Rafadali, nonché i tenimenta di Lutagini, Butumu (Butermini) e Guastanella rendevano a Bartolomeo Montaperto 300 onze.
Sua sposa fu Berengaria Moncada.
Morì prima del 1336. Suoi figli furono Lamberto Montaperto junior e Giovanni Montaperto, detto il Catalano.